# Даниель, Джон Фредерик
Джон Фредерик Даниель (англ. John Frederic Daniell; 1790—1845) — английский физик и химик.

## Биография
Джон Фредерик Даниель родился 12 марта 1790 года в городе Лондоне. Получив в доме отца своего, ученого юриста, прекрасное воспитание и выказав большие способности к естественным наукам, Даниель поступил на сахарный завод, изучая в то же время химию под руководством профессора Бранде. Вместе с ним он в 1816 году начал издавать известный научный журнал «Quarterly Journal of Science and Arts», в котором сам деятельно сотрудничал статьями по технической химии и метеорологии. В последних описан, в частности, известный гигрометр Даниеля.

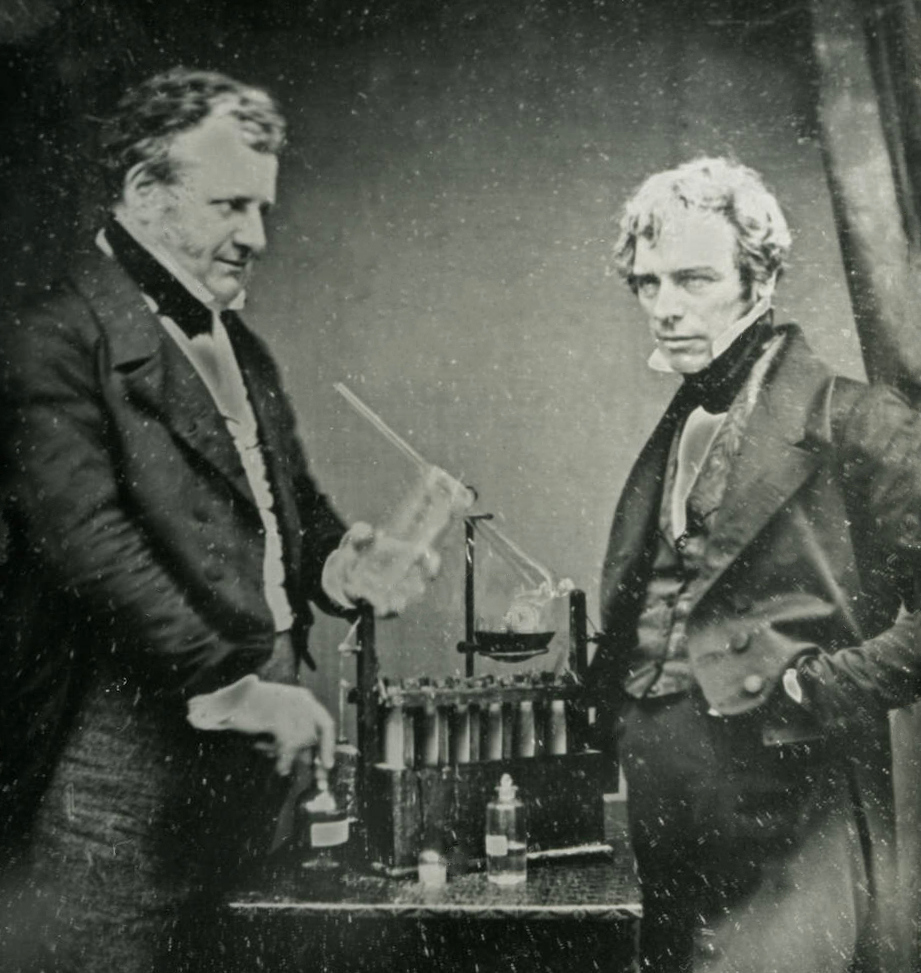
Даниель и Фарадей

В 1823 году Даниель собрал свои работы в сочинении «Меteorological Essays» (Лондон, 1823 год, 3-е изд. 1845 год) — первой попытке объяснить явления погоды и ветров на основании физических и механических законов. В 1824 году в сочинении «Essay on Artificial Climate», награждённом медалью Лондонского общества садоводства, Даниель впервые дал научные условия наилучшей конструкции парников.
В 1831 году Даниель был назначен профессором химии во вновь открытом Королевском колледже и посвятил себя главным образом изучению вопросов физики, не переставая в то же время принимать деятельное участие в различных технико-химических промышленных предприятиях. К этому времени относится изобретение пирометра (1830), награждённое Королевским обществом медалью Румфорда, и известного гальванического элемента, за который изобретатель был награждён медалью Копли.
В 1839 году Даниель издал «Introduction to the Study of chemical philosophy» (2 изд., 1843), излагающее теорию молекулярных химических сил, и далее целый ряд статей по различным вопросам физики.
С 1813 года Даниель состоял членом Королевского общества, с 1839 года — секретарем того же общества. Он был также одним из основателей British Association for Advancement of Science, для которой написал «A treatise on Chemistry». Полный список научных работ Даниеля помещён в «Catalogue of Scientific Papers of the Royal Society».
Джон Фредерик Даниель умер 13 марта 1845 года в родном городе.